# Эвеит
Эвеит (англ. Eveite) — минерал, основной арсенат марганца. Назван по имени библейской Евы из-за своей изоструктурности адамину.

## Свойства
Эвеит — прозрачный или полупрозрачный минерал зелёного или бледно-жёлтого цвета. Имеет твёрдость по шкале Мооса — 3,5-4. Встречается в месторождениях, содержащих оксиды и карбонаты марганца и железа. Диморфен саркиниту. Эвеит открыт в 1966 году в Вермланде, Швеция.

## Название на других языках
- нем. Eveit;
- исп. Eveita;
- англ. Eveite.